# DAMA (groupe)
 (mars 2022).
Pour les articles homonymes, voir Dama.
DAMA, sigle qui signifie Deixa-me Aclarar-te a Mente Amigo, aussi stylisé D.Δ.M.A ou D.A.M.A.) est un groupe de pop portugais, originaire de Lisbonne. Le groupe, officiellement formé en 2008, connait le succès en 2013 et 2014 et peut être considéré comme l'un des projets de pop portugaise les plus réussis des années 2010. Actuellement, les membres de DAMA sont Francisco Maria Pereira (plus connu sous le nom de Kasha), Miguel Coimbra et Miguel Cristovinho.

## Biographie

### Formation et débuts (2006—2014)
Francisco Maria Pereira et Miguel Coimbra se connaissent depuis l'âge de six ans, puisqu'ils étaient camarades de classe à l'école. En classe de portugais, ils commencent à écrire leurs compositions en vers, ce qui donne lieu à une saine compétition entre les deux. En 2008, ils ont eu l'idée d'ajouter leurs rimes à un instrumental, c'est ainsi qu'est formé DAMA, initialement composé par les deux et leur amie Filipa (Pipa).
Le premier concert du groupe a lieu au Colégio de São João de Brito, à Lisbonne. Plusieurs représentations dans des boîtes de nuit de la capitale et d'Estoril suivent. En 2011, leur reprise de la chanson Popless de GNR passe à la radio pour la première fois. En 2011, ils invitent leur ami Miguel Cristovinho à composer un morceau ensemble, Quer. Cristovinho finira par rejoindre le collectif plus tard dans l'année, en même temps que le départ de Pipa. Francisco Maria Pereira étudie le droit et Miguel Coimbra et Miguel Cristovinho ont étudié la gestion. Avec le succès du groupe, ils laissent tout tomber pour se consacrer à 100 % à la musique. Cristovinho se consacre davantage à la mélodie tandis que Kasha à la composition des paroles et Coimbra à la production.
En 2013, ils se produisent en direct lors de deux de leurs premiers grands concerts. La première a lieu sur la scène secondaire de MEO Sudoeste (Zambujeira do Mar). La seconde a lieu à Festas do Mar à Cascais.

### Uma Questão de Princípio(2014—2015)
En mars 2014, ils jouent à l'émsision MTV Linked by Talent. Le 13 juillet 2014, ils jouent la première partie du concert des One Direction à l'Estádio do Dragão de Porto, où ils se produisent devant 65 000 personnes.
Ils signent avec le label Sony Music en 2014. Leur premier album, Uma Questão de Princípio, sort le 29 septembre 2014. L'album comprend des apparitions de Salvador Seixas sur Balada do Desajeitado (une reprise d'un morceau de Quadrilha), de Mia Rose sur The Secrets in Silence et de la chanteuse brésilienne Gabi Luthai sur Só Quero Você,. L'album débute à la troisième place du classement national des meilleures ventes et reste à la première place pendant 19 semaines. Après avoir passé 54 semaines dans le top 10 national, il est certifié double disque de platine par l'Associação Fonográfica Portuguesa (AFP), avec plus de 30 000 exemplaires vendus à ce jour,.
Le titre inédit O Maior reçoit, en mars 2015, le prix Muito Mais Que Uma Música lors de la conférence O que de Verdade Importa, qui s'est tenue au Campo Pequeno à Lisbonne. Le 6 mai 2015, ils participent au programme Manhãs da Comercial de Rádio Comercial, où ils marquent la Journée internationale de la langue portugaise avec une parodie de la chanson Às Vezes - Escuto e Observo Erros de Português (en collaboration avec Vasco Palmeirim).
Às Vezes est nommé aux Globos de Ouro par la SIC dans la catégorie « meilleure musique ». Ils sont également nommés dans les catégories « meilleur groupe » et « révélation de l'année » (la seule catégorie pour laquelle le public a voté), mais ils ne remportent aucun prix,.
En juin 2015, ils reçoivent le prix José da Ponte décerné par la Société portugaise des auteurs dans le but de distinguer « les nouveaux auteurs musicaux qui se sont récemment affirmés ». Le premier album est réédité le 2 juin 2015 avec les titres Quer et O Maior. Après un an de ventes, l'album est toujours dans le top 10 national et devient l'un des albums les plus vendus à cette période. Après 48 semaines consécutives dans le top 10 national, l'album passe à la 18e place. En septembre 2015, ils sont nommés dans la catégorie du « meilleur groupe portugais » aux MTV Europe Music Awards, le groupe perd face à Agir qui représentait le Portugal lors de ces récompenses.

### Dá-me Um Segundo(2015—2016)
Le 16 juin 2015 sort un nouveau single, Não Dá. Le 22 septembre 2015, le single Não Faço Questão est sorti avec le brésilien Gabriel o Pensador. La chanson atteint la première place sur iTunes au Portugal. L'album Dá-me Um Segundo, sort le 23 octobre. L'album entre à la première place du top des ventes nationales. Au cours des deuxième et troisième semaines de vente, il reste le mieux vendu. Il passe 40 semaines dans le top 10. Les 13 et 14 novembre 2015, ils se produisent au Campo Pequeno de Lisbonne. Ces concerts spéciaux voient la participation de Mia Rose, Salvador Seixas, João Pequeno, Player, João Só et de l'Espagnol Abraham Mateo.
Avec plus de 180 000 abonnés sur Facebook, le groupe ajoute 32 millions de vues cumulées sur YouTube, a les vidéos portugaises les plus vues sur la plateforme en 2015,. Le 23 novembre 2015, ils présentent une nouvelle chanson intitulée Miúdos une reprise de la chanson Garotos II - O Outro Lado des brésiliens Leoni.
En 2015, ils deviennent le groupe portugais le plus écouté sur Spotify au Portugal, classé à la 6e place des groupes les plus écoutés au niveau national avec l'album Uma Questão de Princípio. Ils deviennent également le groupe le plus écouté sur le service MEO en 2015. Leur reprise de la chanson Às Vezes, chantée avec Vasco Palmeirim dans les studios de Rádio Comercial, devient la 6e vidéo la plus regardée par les Portugais en 2015.
Le 2 janvier 2016, ils se produisent à Lisbonne, lors d'un concert au Terreiro do Paço. Ce même mois, après 4 mois de ventes, le deuxième album du groupe est certifié disque de platine par l'AFP pour 15 000 exemplaires vendus. Le 2 mars 2016, ils remportent les catégories groupe de l'année et meilleur album de l'année avec Dá-me Um Segundo lors du gala des Portuguese Trend Music Awards. Ils avaient également été nommés dans les catégories « collaboration de l'année » avec Eu não Faço Questão (avec Gabriel O Pensador), « meilleure performance » et « chanson de l'année » avec Não Dá. Le 12 mars 2016, ils remportent la catégorie « groupe portugais préféré » au gala international des Kids' Choice Awards de la chaîne télévisée Nickelodeon face à Agir, Carlão et Filipe Gonçalves,. Le 11 avril, ils sortent une chanson intitulée Joni (Lagostim) pour la campagne de prévention solaire de la Ligue portugaise contre le cancer. La chanson Não Faço Questão (avec Gabriel o Pensador) est nommée pour la meilleure chanson aux Globos de Ouro par SIC. Ils sont également nommés dans la catégorie du « meilleur groupe », qu'ils remportent. En avril 2016, ils participent à une chanson commémorative pour le 20e anniversaire de la chaîne télévisée Panda, aux côtés de Mia Rose, D8, Carolina Deslandes, Ruben Madeira, Miguel Gameiro, Diogo Piçarra, Sara Mestre, Cláudia Semedo, Maria Vasconcelos, Isabel Figueira, Sara Esteves Cardoso et ÁTOA. Le 13 mai 2016, ils sortent une version en espagnol de la chanson Às Vezes intitulée A Veces avec Andrés Ceballos.
Le 28 mai 2016, ils se produisent au Rock in Rio, avec Gabriel o Pensador comme invité spécial, devant un public proche de 85 000 spectateurs. En juin 2016, ils participent au projet de solidarité Passa a Outro e Não ao Mesmo de Rádio Comercial où ils  composent et enregistrent une chanson en seulement 24 heures pour un album de solidarité appelé Sinto. Le 14 juillet 2016, ils se produisent au festival MEO Marés Vivas devant environ 25 000 personnes,. En septembre 2016, ils sont à nouveau nommés dans la catégorie du « meilleur groupe portugais » aux MTV Europe Music Awards, perdant face à David Carreira. Le 21 octobre, ils se produisent à la MEO Arena de Lisbonne, « la plus grande salle du pays », avec une salle comble.

### Lado a Lado(depuis 2017)
Le 12 septembre 2016, la radio Mega Hits diffuse en avant-première le single Era Eu, annonçant qu'il s'agissait du premier extrait du nouvel album du groupe. Le nom de l'album, Lado a Lado, est révélé le 3 octobre 2017 sur l'Instagram officiel du groupe. La sortie de l'album est prévue pour le 25 novembre, après avoir été publié deux semaines plus tôt sur les plateformes numériques.
En 2017, le concert du groupe au MEO Marés Vivas 2016 a remporté le prix de la meilleure performance live - portugaise ou espagnole aux Iberian Festival Awards 2017. En janvier 2017, ils commencent la tournée Era Uma Vez, au Centro Cultural Olga Cadaval de Sintra. En avril 2017, ils créent le projet Acorda o Sonho, une bourse aux talents dont l'objectif est d'apporter un soutien financier, en reversant une partie des revenus perçus, et stratégique aux Portugais talentueux. Le 8 avril, ils se produisent pour la première fois au Coliseu do Porto. En avril 2017, Mia Rose sort le single Sussuro en featuring avec le groupe. Le 21 avril, ils sortent la verrsion en espagnol de la chanson Não Dá, intitulée No Más, poursuivant ainsi la promotion de la musique du groupe en Espagne. Le 18 mai, ils sortent deux singles, Pensa Bem (avec ProfJam) et Não Comeces. Le 23 octobre, ils sortent le single Oquelávai. Le concert de présentation de l'album, qui devait avoir lieu le 25 novembre au Campo Pequeno, est reporté au 9 février 2018 en raison du « retard dans l'enregistrement de l'album et de la complexité technique du spectacle ». En deux semaines seulement, le groupe a remporté un disque d'or.
En mars 2018, la vidéo Era Eu remporte le premier prix aux Los Angeles Music Video Awards dans la catégorie Best Feel Good Video et également le prix du public - People's Choice. Era Eu devient l'une des chansons les plus jouées en 2017 et la vidéo, réalisée par Boy-friend 1, compte déjà plus de 12 millions de vues. Le 18 avril 2018, ils sortent le 5e single de l'album, Nasty. Le clip est produit par Mundo4K, Ana Banana et Maria Andrade.

## Discographie

### Albums studio
- 2014 : Uma Questão de Princípio (Sony Music)
- 2015 : Dá-me Um Segundo (Sony Music)
- 2017 : Lado a Lado (Sony Music)

### Singles
- 2014 : Balada do Desajeitado
- 2014 : Luísa
- 2015 : O Maior
- 2015 : Não Dá
- 2016 : Não Faço Questão (avec Gabriel o Pensador)
- 2016 : Agora é Tarde
- 2016 : Tempo pra Quê (avec Player)
- 2016 : Ás Vezes
- 2016 : Era Eu
- 2017 : Miudos
- 2017 : Sussuro (Mia Rose feat. DAMA)
- 2017 : Não Dá
- 2017 : Pensa Bem (avec ProfJam)
- 2017 : Não Comeces
- 2017 : Oquelávai
- 2018 : Nasty